# مارکو استوراری
مارکو استوراری (انگلیسی: Marco Storari؛ زاده ۷ ژانویهٔ ۱۹۷۷) یک بازیکن فوتبال اهل ایتالیا است.